# Donington (Shropshire)
Donington – osada w Anglii, w hrabstwie Shropshire. Leży 33 km na wschód od miasta Shrewsbury i 195 km na północny zachód od Londynu.